# リチャード・ラッシュ (政治家)

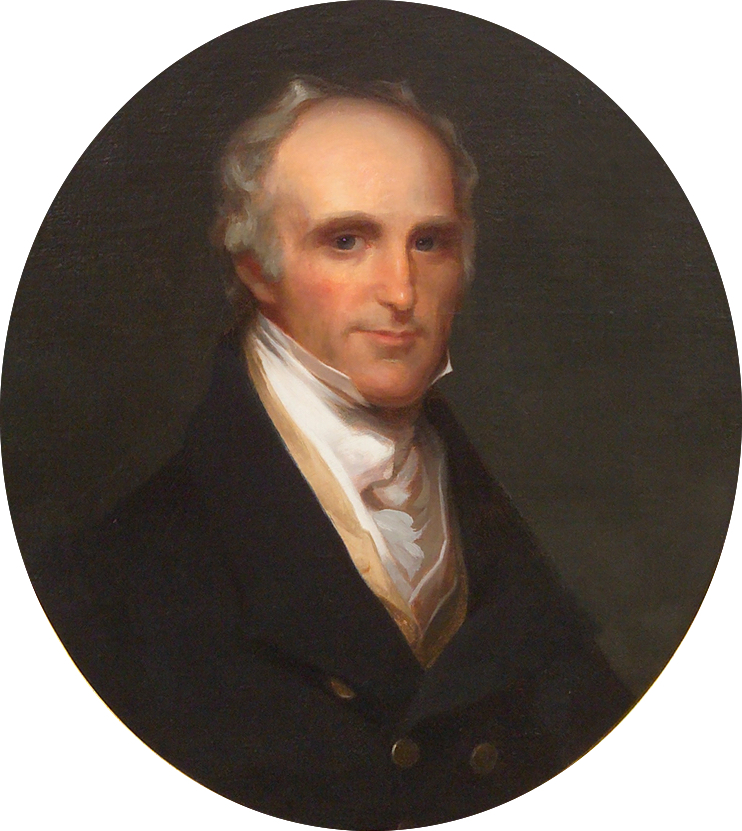
リチャード・ラッシュ

リチャード・ラッシュ（Richard Rush, 1780年8月29日 - 1859年7月30日）は、アメリカ合衆国の政治家。1814年から1817年までアメリカ合衆国司法長官を、1825年から1829年までアメリカ合衆国財務長官を務めた。また1828年の大統領選挙では国民共和党の副大統領候補として出馬した。

## 生涯

### 青年期
1780年、ペンシルベニア州フィラデルフィアにおいて、アメリカ独立宣言署名者の1人であるベンジャミン・ラッシュと、その妻ジュリア・ラッシュとの間の次男（第3子）として誕生した。14歳でニュージャージー大学（現在のプリンストン大学）に入学し、1797年に最年少の学生として同大学を卒業した。1800年に20歳で弁護士の資格を獲得し、ペンシルベニア法学大学院学部長ウィリアム・ルイスの助手として法律の勉強を続けた。1809年8月29日、ラッシュはキャサリン・イライザ・マレーと結婚し、生涯で10人の子供を儲けた。
ラッシュは優れた演説家として、また優秀な法廷弁護士として、ペンシルベニア州民の注目を集めた。ラッシュはジェームズ・マディソンやジョン・クィンシー・アダムズといったアメリカ合衆国の重要人物と親交を深め、政治や外交の分野に足を踏み入れた。ラッシュは1811年にアメリカ連邦議会議員選挙への出馬要請を断り、ペンシルベニア州検事総長として任命を受けた。また同年11月にはジェームズ・マディソン大統領から財務監督官に指名された。

### マディソン政権時代
ラッシュは比較的権限の小さい地位にあったが、1812年の米英戦争の際にマディソン大統領と親しい人物として国家機密に関する助言を行った。1814年、マディソン大統領はラッシュに対し財務長官と司法長官の職を提示し、ラッシュは司法長官への就任を受諾した。ラッシュは1817年3月まで司法長官を務めると、国務長官を辞任したジェームズ・モンローに代わって国務長官代理に指名された。ラッシュは同年10月まで国務長官代行を務め、五大湖の海軍力削減を目的としたラッシュ・バゴット協定の締結に貢献した。
1817年10月、ラッシュは国務長官に任命されたジョン・クィンシー・アダムズに替わって、駐英公使に指名された。ラッシュはイギリスにおいて紳士的な態度が評価され、好印象を残した。ラッシュは1818年条約をはじめとする米英間の重要な条約締結に際して大きな活躍を果たし、8年にわたって公使を務めた。
1820年、大統領選挙において連邦党は大統領候補者を立てなかったが、ラッシュは連邦党の副大統領候補として選挙人投票で1票を獲得した。

### アダムズ政権時代
1824年、大統領選挙でジョン・クィンシー・アダムズが勝利すると、ラッシュは海軍長官の職をアダムズに願い出た。しかしながらアダムズはラッシュを第8代財務長官に指名し、ラッシュはこれを受諾した。
ラッシュは1829年にアダムズが大統領の任期を満了するまで財務長官として活動し、国庫借入金を返済し大規模な剰余金を財務省にもたらした。また第二合衆国銀行の振興にも積極的に携わり、米英戦争以前から全国を股にかけて商業活動をしていた旧来の大商人や国債引受人たちと連邦政府とを強く結び付けた。そして第二合衆国銀行を官民提携の象徴的存在へと成長させた。

### 晩年
1828年、大統領選挙においてラッシュは、アダムズの副大統領候補として、国民共和党から出馬した。そして選挙でアダムズが民主共和党のアンドリュー・ジャクソンに敗北すると、アダムズは財務省を離れ、都市整備のための資金を募るため、イギリスとオランダを訪問した。ラッシュは大口の融資獲得に成功し、ジョージタウンやアレクサンドリアなどの都市機能が整えられた。
1836年、アンドリュー・ジャクソン大統領はイギリスの自然科学者ジェイムズ・スミソンが「知識の向上と普及」のために委託した遺産を獲得するため、ラッシュを委員としてイングランドに派遣した。ラッシュは合計50万ドルをアメリカ合衆国に持ち帰ることに成功し、その遺産は1848年のスミソニアン博物館設立に使用された。
1847年、ラッシュはジェームズ・ポーク大統領から駐フランス公使に指名された。ラッシュは公使を1851年まで務めた後、故郷フィラデルフィアに戻り隠居生活を送った。そして1859年、ラッシュはフィラデルフィアで死去した。ラッシュの遺体は同市ローレル・ヒル墓地に埋葬された。